# Aristotelia adceanotha
Aristotelia adceanotha är en fjärilsart som beskrevs av Hartford Hammond Keifer 1935. Aristotelia adceanotha ingår i släktet Aristotelia och familjen stävmalar. Inga underarter finns listade i Catalogue of Life.